# Giuseppe Biamonti
Giuseppe Luigi Biamonti (San Biagio della Cima, 1762 – Milano, 13 ottobre 1824) è stato un poeta, tragediografo ed erudito italiano, professore di eloquenza all'Università di Bologna e Torino.

## Biografia
Nato nel 1762 in un piccolo comune ligure nei pressi di Bordighera, a quindici anni Giuseppe Biamonti, avviato alla carriera ecclesiastica, proseguì gli studi presso il gesuita Collegio Romano.
Precettore in casa dei nobili Doria, a ventitré anni, nel 1785, compose la sua prima tragedia, Ifigenia in Tauri, pubblicata a Roma quattro anni più tardi con la prefazione di Vincenzo Monti.
Dopo aver soggiornato a Torino e a Milano ove fu precettore dei conti Della Somaglia, esperto di lingue classiche, nel 1805 Biamonti ottenne la cattedra di eloquenza italiana e latina nell'Università di Bologna. Nella città felsinea, frequentò casa Malvezzi e strinse amicizia con la contessa Teresa Carniani alla quale impartì lezioni di filosofia antica e di letteratura greca
Nel 1814 si trasferì nuovamente a Torino ove era stato nominato professore di eloquenza nell'ateneo sabaudo e nel 1816 divenne socio dell'Accademia delle Scienze nella classe di Scienze morali, storiche e filologiche.
In polemica con Giulio Perticari, poeta e scrittore, amico e genero del Monti nelle Lettere di Panfilo a Polifilo, pubblicate a Firenze nel 1821, Biamonti sostenne la tesi che la nostra lingua nazionale è toscana perché dal dialetto toscano la derivarono gli scrittori delle altre regioni italiane. L'argomentazione fu avversata da Monti, un tempo suo amico ed allievo per la lingua greca.
Dotato di profonda erudizione attestata anche da alcune sue notazioni filologiche, in letteratura fu di orientamento classicheggiante. Le sue opere sono generalmente modeste e carenti di sentimento.
Morì a Milano, a circa sessantadue anni, nel 1824. Al suo nome sono intitolate una via di Torino e una del paese natale.

## Opere
- Ifigenia in Tauri. Tragedia, Roma, stampatore Gio. Desiderj, 1789.
- Sofonisba. Tragedia inedita dell'abate Giuseppe Luigi Biamonti, Venezia, presso Antonio Rosa, 1805.
- Camillo poema di Giuseppe Biamonti professore d'eloquenza italiana nella r. Università di Torino, 2 voll., Milano, presso A. F. Stella e comp., 1814-1817.
- A Saffo ode di Giuseppe Biamonti, Torino, Stamperia reale, 1820.
- Orazioni dette nella regia Università di Torino da Giuseppe Biamonti, Torino, Stamperia reale, 1820.
- Lettere di Panfilo a Polifilo sopra l'Apologia del libro Della volgare eloquenza di Dante, Firenze, 1821.
- Lettere critiche del signor abbate Didascofilo a Panfilo e Contro critiche di Panfilo a Didascofilo..., Edizione seconda più corretta e di passo in passo ritoccata, Napoli, [prima del 1824].
- Opere precettive oratorie e poetiche di Giuseppe Biamonti per la prima volta raccolte ed ordinate per cura del P.S., 3 voll., Parma, per Pietro Fiaccadori, 1841. Il testo consultabile in Google libri.